# Перевозный переулок (Санкт-Петербург)
Перево́зный переулок — переулок в Красногвардейском районе Санкт-Петербурга. Проходит от Малоохтинского проспекта до проспекта Шаумяна.

## История
Ранее[когда?] переулок был меньше нынешнего и проходил от Невы до Малоохтинского проспекта. В створе переулка был перевоз через Неву на Калашниковскую пристань в конце проспекта Бакунина (тогда — Калашниковского). с 1914 года переулок часто назывался Перевозной улицей. Современное название присвоено 3 декабря 1956 года.
Дом № 2 принадлежал церкви св. Равноапостольной Марии Магдалины на Малой Охте и в нём располагались следующие учреждения благотворительного общества прихода:
- убежище для престарелых женщин на 19 человек;
- классы черчения и рисования Императорского Русского технического общества для учащихся ремесленных мастерских;
- церковно-приходская школа из четырёх отделений, где обучалось до 170 детей (мальчиков и девочек).

Позже переулок продлили от Малоохтинского проспекта до проспекта Шаумяна. В 1960-х годах участок от Невы до Малоохтинского проспекта исчез. Позднее[когда?] исчез участок от Малоохтинского проспекта до улицы Стахановцев.

## Пересечения
- улица Стахановцев
- Новочеркасский проспект
- проспект Шаумяна
- Малоохтинский проспект

## Транспорт
Ближайшая к Перевозному переулку станция метро — «Новочеркасская» 4-й (Правобережной) линии.
Можно доехать на троллейбусах № 7, 18 и 33 или на трамваях № 7, 10 и 23.

## Достопримечательности
- Малоохтинский парк
- жилой комплекс «Новый город»